# Mai Masri
Maï Masri (né le 2 avril 1959, en arabe : مي المصري) est une cinéaste palestinienne. Elle a principalement fait des documentaires, avant d'écrire et de réaliser en 2017 sa première fiction 3000 Nuits.
Les films de Mai Masri sont majoritairement liés au contexte géopolitique de la Palestine et du Moyen-Orient. Ils ont remporté de nombreux prix à travers le monde.

## Biographie

### Débuts
Masri est née à Amman le 2 avril 1959. Elle est la fille de Munib Masri de Naplouse et d'une mère américaine du Texas. Masri a été élevée à Beyrouth, où elle a vécu le plus clair de sa vie. Elle est diplômée de l'Université d'État de San Francisco en 1981. Peu de temps après, elle est retournée à Beyrouth et a commencé à faire des films.

### Vie personnelle
Masri a rencontré son mari, le cinéaste libanais Jean Chamoun, en 1982. Ils ont fait plusieurs films ensemble. Ils se marient en 1986 et ont deux filles, Nour et Hana. Nour est une designer de l'interaction, diplômée de la Parsons School of Design et Hana est une actrice et réalisatrice établie à New York. Mai Masri vivait à proximité du camp de réfugiés palestiniens de Chatila à Beyrouth lorsque les milices libanaises phalangistes ont commis des massacres et des viols en 1982.

## Filmographie
- 1983 : Sous les décombres
- 1986 : Wild Flowers: Women of South Lebanon
- 1988 : Beyrouth, génération de la guerre
- 1990 : Children of Fire
- 1992 : Rêves suspendus
- 1995 : Hanan Ashrawi, une femme de son temps
- 1998 : Children of Shatila
- 2001 : Frontiers of Dreams and Fears
- 2002 : Rêves d'exil
- 2006 : Beirut Diaries
- 2007 : 33 Days
- 2017 : 3000 Nuits
- 2021 : Beirut, Eye of the Storm